# Horn Childe and Maiden Rimnild
Horn Childe and Maiden Rimnild est un roman courtois en moyen anglais du XIVe siècle. Il ne subsiste que dans le manuscrit Auchinleck. Il reprend une histoire déjà relatée dans le Roman de Horn anglo-normand du XIIe siècle et le King Horn anglais du XIIIe siècle.